# William Bateson
William Bateson (Whitby, 8. kolovoza 1861. – London, 8. veljače 1926.), engleski biolog 
Jedan je od osnivača genetike. Istražujući tijek nasljeđivanja, potvrdio je Mendelova otkrića i primijenio ih na životinjama. U djelu "Građa za izučavanje varijacija" istaknuo je ideju o diskontinuitetu varijacija. Smatrao je da je raznolikost živih bića posljedica raščlanjivanja genotipova, pri čemu se gube geni, tako da su prvobitni organizmi imali veće razvojne mogućnosti od suvremenih. Evouluciju je tumačio isključivo hibridizacijom. Formulirao je novu teoriju o razvoju kralježnjaka. Godine 1906. godine je prvi upotrijebio riječ gen. 